# Psychotria herzogii
Psychotria herzogii är en måreväxtart som beskrevs av Spencer Le Marchant Moore. Psychotria herzogii ingår i släktet Psychotria och familjen måreväxter. Inga underarter finns listade i Catalogue of Life.